# The J Team
The J Team ist ein amerikanischer Jugend-Familien-Musicalfilm aus dem Jahr 2021, bei dem Michael Lembeck Regie führte und Eydie Faye das Drehbuch schrieb. JoJo Siwa spielt die Hauptrolle in dem Film, neben Tisha Campbell, Laura Soltis, Julia Marley, Kerrynton Jones und Kiara T. Romero. Der Film wurde von Nickelodeon Movies in Zusammenarbeit mit AwesomenessTV produziert.
Der Film wurde am 3. September 2020 auf Paramount+ veröffentlicht. In Deutschland veröffentlichte man den Film zusammen mit dem Streaming-Dienst Paramount+ am 8. Dezember 2022.

## Handlung
Der Film erzählt die Geschichte von JoJo, die aus ihrer Tanzgruppe geworfen wird, nachdem ihr ehemaliger Tanzlehrer in den Ruhestand gegangen ist und durch einen neuen Trainer mit strengen Regeln ersetzt wurde.

## Produktion
Im Februar 2020 wurde berichtet, dass ein JoJo-Siwa-Filmprojekt bei Nickelodeon in Arbeit sei. Im Februar 2021 gab Siwa in der The Tonight Show bekannt, dass der Titel des Projektes The J Team laute und dass sie die Hauptrolle spiele und den Film produzieren werde. Es wurde auch angekündigt, dass ein Original-Soundtrack mit sechs von Siwa geschriebenen Liedern parallel zum Film veröffentlicht werden würde und dass die Dreharbeiten noch im selben Monat in Vancouver, British Columbia, Kanada, beginnen würde.